# Пожар на нефтебазе под Киевом
Пожар на нефтебазе под Киевом — масштабная техногенная экологическая катастрофа, вызванная возгоранием нефтепродуктов и сопутствующими взрывами на нефтебазе возле посёлка городского типа Глеваха (непосредственно у села Кобцы) Васильковского района Киевской области, начавшаяся 8 июня 2015 года. В результате пожара шесть человек погибли и 15 пострадали.
Пожар представлял серьёзную угрозу, поскольку рядом расположена воинская часть с боевым арсеналом и по соседству аналогичная нефтебаза KLO.

## Ход событий

Снимок со спутника Landsat-8 от 9 июня 2015 года.

Нефтебаза под Глевахой (севернее сёл Крячки и Кобцы) принадлежит ООО «Бытремстройматериалы» и входит в национальную украинскую сеть автозаправочных комплексов «БРСМ-Нафта». По состоянию на начало пожара там находилось по разным оценкам 14 тысяч тонн нефтепродуктов.
Сигнал о возгорании на нефтебазе поступил спасателям 8 июня в 17:29 по местному времени (по некоторым источникам возгорание началось около 16.00). Изначально загорелся резервуар с топливом объёмом 800—900 кубических метров, позже огонь охватил также 2 цистерны-резервуара (к 22.00 огонь перекинулся на 4-й). По словам спасателей, прибывших на место пожара, на месте ЧП находилось четверо пострадавших сотрудников нефтебазы, которые пытались изначально потушить огонь самостоятельно (все госпитализированы, один из них в реанимации). Директор департамента стратегического маркетинга компании «БРСМ-Нафта» Александр Мельничук заявил, что это, возможно, был умышленный поджог.
Тушение продолжалось всю ночь, но к утру 9 июня локализовать возгорание не удалось. В некоторых местах огонь перекинулся на близлежащий лес, но был потушен.
Днём 9 июня началась эвакуация местных жителей из двухкилометровой зоны от места пожара (эвакуация имела рекомендательный характер, и многие люди отказались). В пгт Глеваха был создан оперативный штаб пожаротушения во главе с председателем ГСЧС Украины Николаем Чечёткиным. На место происшествия прибыли также секретарь Совета национальной безопасности и обороны Украины Александр Турчинов, министр обороны Украины Степан Полторак, министр внутренних дел Украины Арсен Аваков и мэр Киева Виталий Кличко.
По состоянию на 10 июня в ликвидации пожара принимали участие более 300 человек, 60 единиц техники, 5 пожарных поездов, а также специальные пожарные танки. Спасателям удалось погасить три загоревшихся резервуара и провести атаку пеной с помощью пожарных танков (на месте из 17 резервуаров 14 так или иначе разрушены, ещё три продолжает гореть, — и. о. начальника Главного управления ГСЧС в Киеве Валерий Борис).
На начало 11 июня пожар ёмкостей (резервуаров) нефтебазы продолжался, поскольку тушить его нечем — на сегодняшний день на Украине нет (недостаточно) специальной пены, плюс ограничен доступ из-за очень высокой температуры (температура вокруг горящих емкостей с маслом составляла порядка 1000 °C; защитные [теплоотражающие] костюмы и противогазы не выдерживают; краска, мигалки и пластиковые элементы на автомобилях ГСЧС плавится; расплавилась даже обувь, а телефоны, которые были во внутренних карманах, растаяли). Под утро спасателям оставалось погасить один горящий резервуар с топливом, но в 10.15 произошёл очередной взрыв. Взорвались две рядом стоящих ёмкости с нефтепродуктами, и огонь вновь усилился. К счастью, обошлось без новых жертв, несмотря на то, что взрывы потом происходили ещё несколько раз. По словам главы ГСЧС Украины Николая Чечёткина, «Горение контролируемое. Угрозы распространения огня в сторону нефтебазы KLO, военной части нет. Под контролем [локализацией] 50 % территории нефтебазы. Началась откачка нефтепродуктов». По его словам, завершить тушение пожара планировалось уже к утру 12 июня.
К вечеру 11 июня (и утру 12-го) пожар был в основном практически потушен /ликвидирован/. Догорали локально остатки нефтепродуктов, производился круглосуточный мониторинг (столба чёрного дыма уже, с вечера 11-го, практически не было видно со стороны железной дороги Киев — Васильков I).
По состоянию на полдень 13 июня пожар возобновился с новой силой (со столбом 100—200 м огня и дыма). К утру и в течение дня 14 июня пожарная стихия утихла: пожар на нефтебазе практически удалось ликвидировать. Угроза повторного возгорания оставалась высокой. В воскресенье спасатели перекачивали оставшееся топливо из аварийной нефтебазы на соседнюю с помощью мощной насосной станции. Кроме того, на территорию нефтебазы завезли более 5 тонн сорбентов, чтобы очистить почву от нефтепродуктов.
В течение 15-16 июня пожар на нефтехранилище удалось полностью потушить (скорее из-за практически полного выгорания — выгорело порядка двух третей нефтепродуктов).
19 декабря 2017 года на базе повторно возник пожар. По заявлению руководства базы, возгорание произошло из-за похитителей металла, которые резали на металлолом остатки резервуаров.

## Расследование
Следственные органы рассматривают несколько вероятных причин пожара: грубые нарушения правил хранения нефтепродуктов, умышленный поджог и неисправности в технической составляющей. Пресс-секретарь президента Украины Святослав Цеголко заявил, что версия о теракте как причине пожара не подтверждается (и не исключается).
По факту пожара возбуждено несколько уголовных производств, в том числе по части 2 статьи 273 («нарушение правил безопасности на взрывоопасных предприятиях или взрывоопасных цехах») Уголовного кодекса Украины.
10 июня пресс-служба МВД Украины сообщила о том, что комплекс сооружений «БРСМ-нафта» был построен с нарушениями законодательства. Также предварительные результаты следствия показали, что компанией производились и реализовывались фальсифицированные нефтепродукты.
Следствием рассматривается 4 основных версии пожара:
- нарушение правил безопасности на взрывоопасном предприятии при эксплуатации оборудования для перекачки и смешивания топливно-смазочных материалов, проведении сварочных работ или обращении с огнём;
- несоблюдение обслуживающим персоналом технологического процесса, несоответствие технического состояния оборудования нефтебазы;
- умышленный поджог с целью дискредитации группы компаний «БРСМ-Нафта» и принуждения владельцев к передаче активов компании конкурентам;
- поджог с целью сокрытия растраты руководством компании «БРСМ-Нафта» горюче-смазочных материалов и получения страховой компенсации.

В пользу последней версии указывает следующий факт. Сотрудниками Государственной фискальной службы Украины выявлено, что должностными лицами ООО «Укртрансойл-2009», входящей в состав группы компаний «БРСМ», в 2014—2015 годов совершили противоправные действия, в результате которых предприятие не уплатило около 230 миллионов гривен акцизного сбора. По факту неуплаты налогов начато уголовное производство.
26 ноября 2015 года были оглашены выводы проверки Государственной службы Украины по вопросам условий работы, согласно которым, к пожару привела халатность персонала и руководства объекта: несоответствие требованиям безопасности технологического процесса смешивания нефтепродуктов. Во время работ использовалось оборудование общего назначения, хотя должно было использоваться специальное.

## Погибшие и пострадавшие
В результате пожара на нефтебазе погибло по меньшей мере шестеро, пострадало 15-20.

## Последствия
Количество опасных веществ в воздухе Киева 9 июня превысило предельно допустимые концентрации.
По заявлению главы МВД Украины Арсена Авакова, предварительные оценки убытков от пожара на нефтехранилище «БРСМ-Нафта» под Васильковом составляют 1 миллиард гривен.
Из-за пожара решено проверить все нефтебазы и автозаправки на предмет пожарной безопасности (в то время как существует мораторий на проверки).
Запоздалая реакция на пожар стала одной из причин отставки Верховной Радой 2 июля министра экологии Украины Игоря Шевченко.

### Видео
- Видео пожара c беспилотника на YouTube.
- Видео пожара с территории нефтебазы на YouTube.
- Видео пенотушения на YouTube.